# Stridor
Stridor je šelest při dýchání způsobený zúžením dýchacích cest.
Podle výskytu při nádechu nebo výdechu rozlišujeme:
- Inspirační stridor: Šelest při nádechu, typický pro zúžení nebo malpozici horních dýchacích cest (hrtanu, průdušnice, průdušek). Některé možné příčiny: epiglottitis, záškrt, zvětšení štítné žlázy (struma), vdechnutí cizího tělesa, benigní nebo maligní nádory v oblasti dýchacích cest nebo orgánů mediastina, jednostranná nebo oboustranná obrna hlasivkových vazů.
- Exspirační stridor: šelest při výdechu, typický pro obstrukční onemocnění plic, jako je například asthma bronchiale

Podle lokalizace zúžení můžeme rozlišit:
- Stridor nasalis: zúžení v nose (nasus),
- Stridor pharyngealis: zúžení v hltanu (farynx), většinou jako chrápání
- Stridor laryngealis: zúžení v hrtanu (laryngu), většinou jako pískot
- Stridor trachealis: zúžení v průdušnici (trachea)